# Karol Jonscher (starszy)

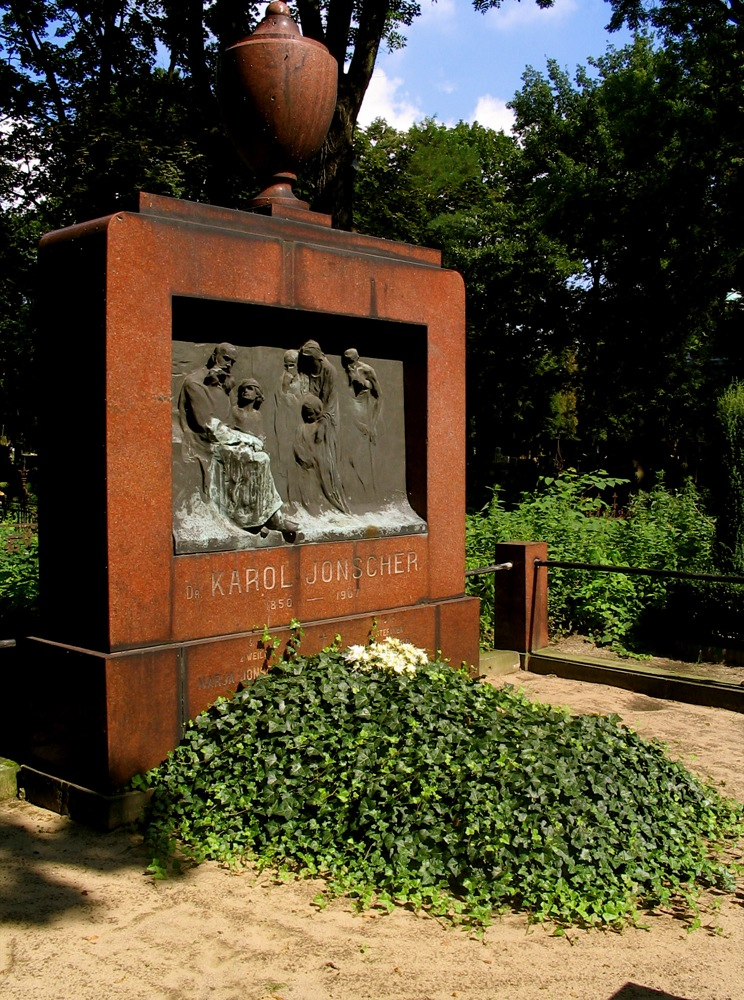
Grób Karola Jonschera na Starym Cmentarzu w Łodzi

Karol Jonscher (ur. 14 lutego 1850 w Lublinie, zm. 14 maja 1907 w Łodzi) – lekarz, społecznik. 

## Życiorys
Syn pastora Karola Józefa i Agaty Karolin Hovelki z rodu Heweliusza. Po ukończeniu lubelskiego gimnazjum studiował na Wydziale Medycznym Szkoły Głównej w Warszawie, a później na Cesarskim Uniwersytecie Warszawskim. Po studiach i praktyce w Wiedniu w 1873 przybył do Łodzi. Od początku swojej pracy zawodowej włączył się w działania społeczne prowadzące do poprawy warunków sanitarnych i zdrowotnych w dynamicznie rozwijającej się dziewiętnastowiecznej Łodzi. Był współorganizatorem Obywatelskiego Komitetu Pomocy Biednym przekształconego później w Łódzkie Chrześcijańskie Towarzystwo Dobroczynności, którego prezesem został w 1905. Był również współorganizatorem utworzonego w 1886 Towarzystwa Lekarskiego Łódzkiego, którego prezesem został w 1897 i funkcję tę pełnił do końca życia. Współtworzył także Towarzystwo Pogotowia Ratunkowego założone w 1899, jak również był współtwórcą Oddziału Łódzkiego Towarzystwa Higienicznego „Kropla Mleka”, w którym zajmował się krzewieniem higieny wieku niemowlęcego i dziecięcego.
Opieką lekarską otoczył najbardziej potrzebujących robotników łódzkich. Był pomysłodawcą powstania pierwszego szpitala dla robotników. To on, jako domowy lekarz Karola Scheiblera, dał pomysł budowy przyfabrycznego szpitala służącego robotnikom. Wybudowano go w latach 1882–1884, według projektu przypisywanego Hilaremu Majewskiemu. Gotowy obiekt został poświęcony i oddany do użytku 1 września 1884 roku - obecnie szpital im. dr. K. Jonschera.
Był współorganizatorem szpitala dla nerwowo i psychicznie chorych „Kochanówka” (1902; obecnie szpital im. dr. J. Babińskiego) w Kochanówce oraz szpitala dla dzieci (szpital Anny Marii, obecnie szpital im. dr. J. Korczaka przy al. Piłsudskiego 71).
Pochowany został na Starym Cmentarzu przy ulicy Ogrodowej w Łodzi. Pomnik nagrobny wykonał Antoni Urbanowski.

### Rodzina
Z małżeństwa z Marią z Weilów miał syna, również Karola, profesora pediatrii Uniwersytetu Poznańskiego.